# Джон Долмаян
Джон Долмаян (на английски: John Dolmayan) е американски музикант и барабанистът на групата System Of A Down. По произход е арменец.  Той живее в САЩ, Калифорния и е учил в частно арменско училище. Достига в класациите до 31 място.  Той е един от носителите на награда Грами.
Той е член на групата System Of A Down от 1997.